# Ishania mixtek
Ishania mixtek là một loài nhện trong họ Zodariidae.
Loài này thuộc chi Ishania. Ishania mixtek được Rudy Jocqué & Léon Baert miêu tả năm 2002.